# Zollabfertigung
Die Zollabfertigung ist die zoll- oder steuerrechtliche Behandlung einer Ware.
Die so genannte Verzollung bezeichnet dabei beispielsweise die zoll- und steuerrechtliche Überführung der Ware in den freien Verkehr. Voraussetzung für eine Zollabfertigung ist eine vorausgegangene Zollanmeldung. Diese muss nicht unbedingt schriftlich erfolgen. Mündliche Anmeldungen oder eine Anmeldung durch eine konkludente Handlung (Grün-Ausgang am Flughafen) gelten auch als Abfertigung bzw. Anmeldung.

## Deutschland
In Deutschland werden in dem IT-System ATLAS für jede Art von Ab-, Anmeldungen verschiedene Belegarten erstellt. Diese Kennungen reichen von AT/A - AT/Z.
Jede Nummer hat folgenden Aufbau: Am Beispiel der ATB-Nr. AT/B/15/123456/02/2007/3302 (Die Registriernummer ATLAS setzt sich aus 21 Zeichen in 7 Feldern zusammen, die jeweils durch einen Schrägstrich getrennt sind).
- ATL@S-Kennung: AT/B
- Zahlenkombination zur Kennung: 15
- Laufende-Nr.: 123456
- Monat: 02 (Februar)
- Jahr: 2007
- Bearbeitende Zollstelle: 3302 (Frankfurt/Main Flughafen Fracht)

### Belegarten
Folgende Belegarten werden verwendet:
| ATLAS-Kennung | Kenn-Nummer | Belegart |
| ------------- | ----------- | --- |
| AT/A          | 00          | Belegart für Einzelzollabfertigung, die noch nicht endgültig registriert wurden (Zollanmeldung vor Gestellung), z. B. eine vorzeitige Einfuhranmeldung (IPDC), bevor die ATB zum Einsatz gebracht wird oder eine Einfuhranmeldung mit T1 als Vorpapier, bevor das T1 beendigt wird. |
| AT/B          | 15          | Belegart für die Vorpapiere; sie wird in der Summarischen Anmeldung verwendet |
| AT/C          | 40          | Belegart für Verzollung einer EZA (Einzelzollanmeldung); wird benötigt für eine Zollfreigabe, um die Ware auszulagern. |
| AT/C          | 51          | Belegart für die aktive Veredelung einer Ware |
| AT/D          | 40          | Belegart für Verzollung einer VZA (Vereinfachte Zollanmeldung) |
| AT/E          | 40          | Anschreibungsmitteilung Zoll |
| AT/F          | 40          | Ergänzende Zollanmeldung |
| AT/G          | 40          | Ergänzende Zollanmeldung für „aus dem Zolllager“ |
| AT/H          | 71          | Bestandsaufzeichnungen - Zolllager |
| AT/I          | 40          | Belegart für mittels Internet erstellten EZA |
| AT/J          | 40          | Beendigungsanteil - Zolllager |
| AT/K          | 40          | Mündliche Zollanmeldung |
| AT/M          | 40          | Belegart für eine manuelle SumA-Erledigung |
| AT/N          | 40          | Anschreibeverfahren mit Gestellungsbefreiung |
| AT/O          | 31          | Belegart für die Wiederausfuhr einer zuvor summarisch angemeldeten Ware |
| AT/Q          | 40          | Beendigungsanteil - AV/UV |
| AT/R          | 91          | Belegart für die die Umwandlung einer Ware |
| AT/S          | 00          | NEE-Vorgang |
| AT/T          | 71          | Belegart für die Überführung einer Ware ins Zolllager |
| AT/V          | 40          | Manuell erledigte vZA/AZ-Positionen |
| AT/X          | Variabel    | Belegart für Verzollung von Kleinbetragssendungen (< 150 EUR) / Geschenksendungen / Privat an Privat über ATLAS-Impost |
| AT/Z          | 71          | Sammelerledigungsnachricht; sie wird in der Anwendung „ZL“ verwendet |